# Highway 65
Pour les articles homonymes, voir Highway.
Pour plus de détails, voir Fiche technique et Distribution.
Highway 65 est un film film franço-israélien réalisé par Maya Dreifuss (he) sorti en 2024. 

## Synopsis
Daphna est une policière qui a été mutée de la capitale[réf. nécessaire] à la ville plus reculée de Afula. Elle se voit alors confier une enquête sur un vol de portable dont la propriétaire, Orly, a disparu. Très vite, elle rencontre la famille Golan : Matan, beau-frère d’Orly, qui lui confie qu’elle était l’épouse de son frère Shaul, mort à la guerre il y a dix ans ; puis Nissim et Rona, les parents de Matan et Shaul, qui ont recueilli Orly après le décès de ce dernier.

## Fiche technique
- Titre : Highway 65
- Titre original : Kvish Ha'Sargel
- Réalisation : Maya Dreifuss (he)
- Scénario : Maya Dreifuss
- Musique : Pierre Oberkampf
- Langue : Hébreu
- Durée : 109 minutes
- Genre : Thriller, film policier
- Dates de sortie :
  - France : Reims Polar 2024 11 avril 2024, en salles 31 juillet 2024
  - Israël : Festival du film de Jérusalem 23 juillet 2024, en salles 30 janvier 2025

## Distribution
- Tali Sharon : Daphna
- Idan Amedi (en) : Matan, le beau-frère d'Orly
- Igal Naor : Nissim, le beau-père d'Orly
- Sara von Schwarze (he) : Rona, la belle-mère d'Orly
- Dikla (he) : Ahuva, la cheffe de Daphna
- Boaz Konforty (he) : Cabri, le collègue de Daphna
- Anastasia Fein (he) : Orly
- Shahaf Ifhar : Nahumi

## Récompenses
- Grand prix Reims Polar 2024[1].
- Mention compétition de longs métrages israéliens au Festival du film de Jérusalem 2024[2]

### Nominations
En 2024, deux nominations par la Israeli Film Academy pour Maya Dreifuss (he) dans les catégories meilleur film et meilleur réalisateur[réf. non conforme].

## Accueil
Pour Le Figaro, « Même si l'intrigue de ce polar poisseux reste classique, Highway 65, tourné en hébreu, fait preuve d'originalité dans sa mise en scène et sa volonté de remettre en question les jeux de pouvoir patriarcaux et la place de la femme dans la société israélienne. »
Pour Télérama,  le film est « un polar captivant qui se heurte à la loi du silence » et « Anti-héroïne, Tali Sharon excelle dans ce rôle de femme libre. »
Mais pour Le Monde, « Maya Dreifuss s’en remet parfois trop à la mécanique du genre policier où l’écriture prévaut sur la mise en scène. »
Highway 65 reçoit un accueil moyen, le site Allociné lui donne une moyenne de 2,9/5 pour 15 titres de presse.